# Jacqui Smith
Jacqueline Jill Smith, dite Jacqui Smith, née le 3 novembre 1962 à Malvern, est une femme politique britannique membre du Parti travailliste.

## Biographie
Jacqui Smith est, de juin 2007 jusqu'à sa démission en juin 2009, dans le cabinet Brown  secrétaire à l’Intérieur ; c’est la première femme à occuper cette fonction.
En février 2009, elle interdit de séjour Geert Wilders, alors qu'il est invité par deux membres de la Chambre des lords pour une projection de Fitna. Ce bannissement est annulé par la justice britannique huit mois plus tard.
Elle est députée de 1997 à 2010 pour la circonscription de Redditch, dans l'est du Worcestershire, son comté natal.
Le 6 juillet 2024, elle est nommée ministre d’État à l'Apprentissage et aux Compétences dans le gouvernement Starmer. Elle est faite pair à vie, le 17 juillet 2024 et entre à la Chambre des lords. Elle devient ministre de l'égalité Femmes-Hommes en mars 2025.